# Three Points (Arizona)
Three Points es un lugar designado por el censo ubicado en el condado de Pima en el estado estadounidense de Arizona. En el Censo de 2010 tenía una población de 5581 habitantes y una densidad poblacional de 46,42 personas por km².

## Geografía
Three Points se encuentra ubicado en las coordenadas 32°3′35″N 111°17′12″O / 32.05972, -111.28667. Según la Oficina del Censo de los Estados Unidos, Three Points tiene una superficie total de 120.22 km², de la cual 120.22 km² corresponden a tierra firme y (0%) 0 km² es agua.

## Demografía
Según el censo de 2010, había 5.581 personas residiendo en Three Points. La densidad de población era de 46,42 hab./km². De los 5.581 habitantes, Three Points estaba compuesto por el 73.57% blancos, el 0.93% eran afroamericanos, el 3.8% eran amerindios, el 0.54% eran asiáticos, el 0.23% eran isleños del Pacífico, el 17.97% eran de otras razas y el 2.96% pertenecían a dos o más razas. Del total de la población el 37.99% eran hispanos o latinos de cualquier raza.